# The Dangerous Maid

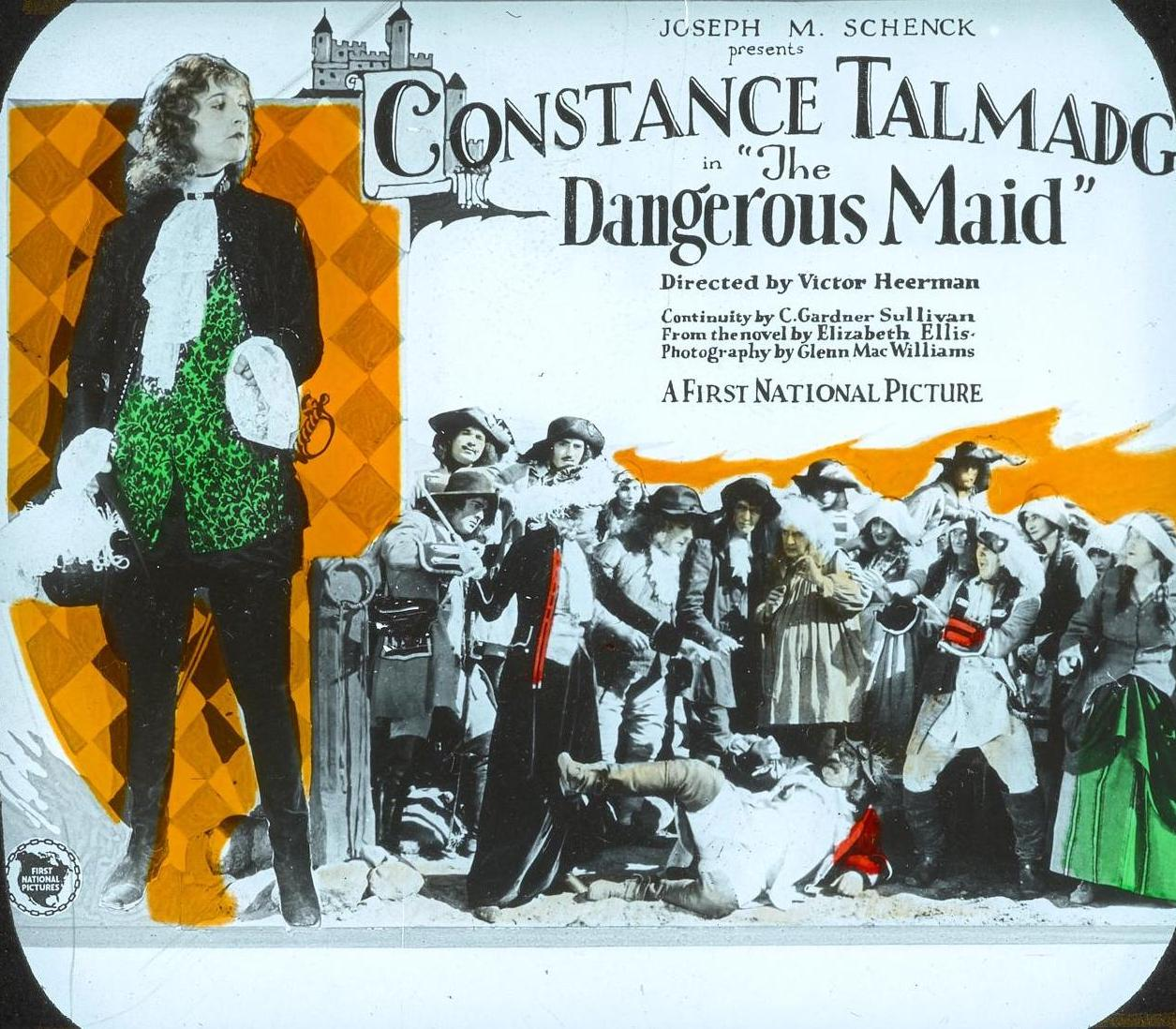
Affiche du film.

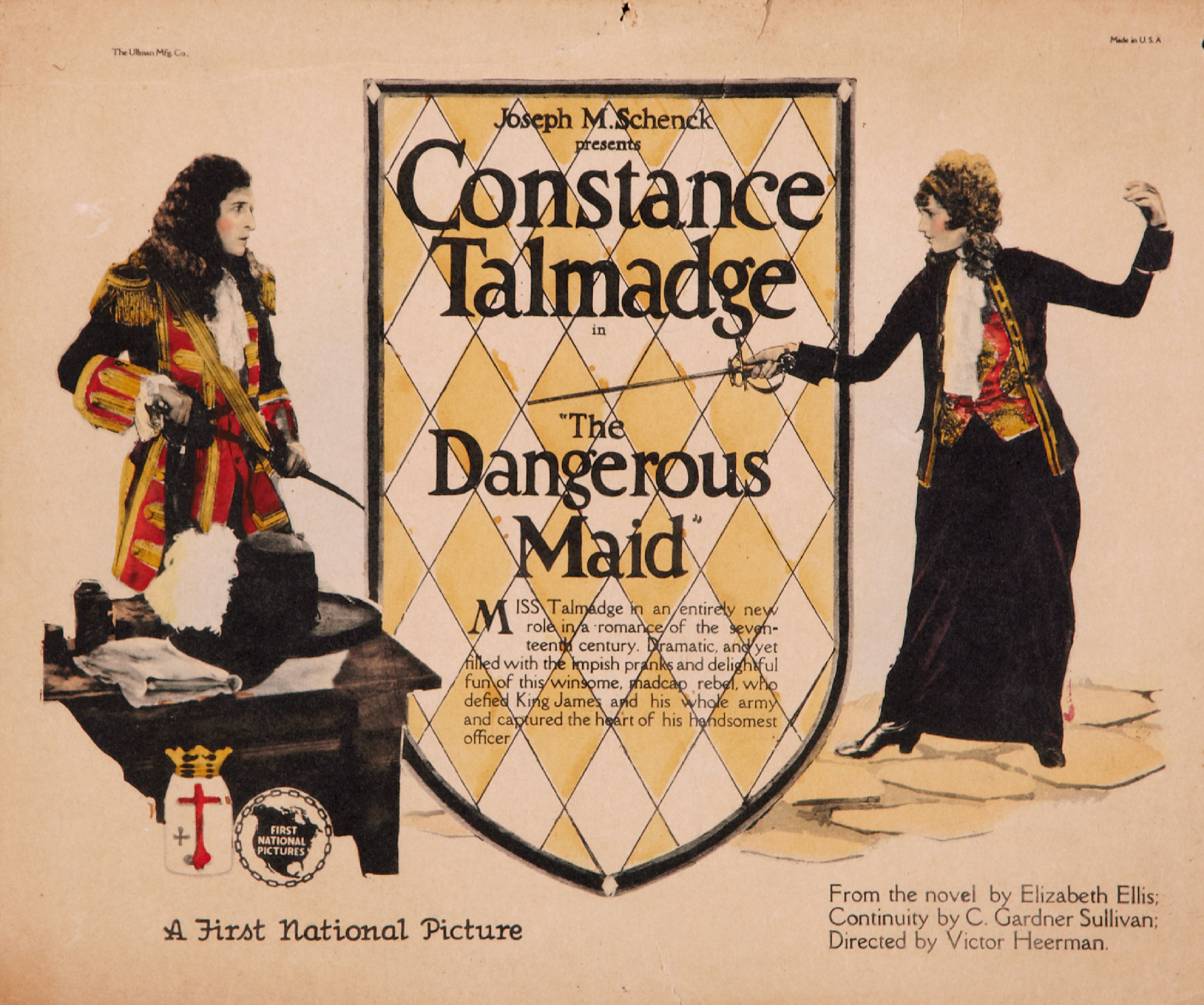
Carte promotionnelle du film.

The Dangerous Maid est un film historique américain réalisé par Victor Heerman et sorti en 1923.

## Fiche technique
- Réalisation : Victor Heerman
- Scénario : C. Gardner Sullivan, d'après Barbara Winslow, Rebel d'Elizabeth Ellis (en)
- Producteur : Joseph Schenck
- Photographie : Glen MacWilliams
- Production : Joseph M. Schenck Productions
- Genre : Mélodrame, film historique[1]
- Distributeur : Associated First National Pictures
- Durée : 80 minutes
- Date de sortie :
  - États-Unis : 19 novembre 1923

## Distribution
- Constance Talmadge : Barbara Winslow
- Conway Tearle : Captaine Miles Prothero
- Morgan Wallace : Colonel Percy Kirk
- Charles K. Gerrard as Sir Peter Dare
- Marjorie Daw : Cecelie Winslow
- Kate Price : Jane, The Cook
- Tully Marshall : Simon, The Peddler
- Louis Morrison : Corporal Crutch (credited as Lou Morrison)
- Phil Dunham : Private Stich
- Otto Matieson : Juge George Jeffreys
- Clarence Wilson : Jewars
- Tom Ricketts : John Standish Lane
- Ann May : Prudence Lane
- Ray Hallor : Rupert Winslow
- Lincoln Plumer : le fermier